# Future Blues
Future Blues es el quinto álbum de estudio de la banda estadounidense de blues rock Canned Heat, publicado en 1970. Fue el último en presentar la formación clásica de la banda, ya que Larry Taylor y Harvey Mandel se habían ido en julio de 1970, antes de su lanzamiento para grabar con John Mayall y el compositor Alan Wilson murieron poco después, el 3 de septiembre de 1970. También fue el único álbum de estudio de Canned Heat de la era clásica que presentó a Mandel, ya que Henry Vestine había sido el guitarrista principal en los álbumes anteriores. Su versión de «Let's Work Together» de Wilbert Harrison se convirtió en un éxito. Fue relanzado en CD por primera vez en 2000 a través de Repertoire Records con cinco bonus tracks.

## Recepción de la crítica
El crítico Robert Christgau lamentó que “no haya más como este [álbum]”. La revista Billboard declaró que la banda, “lo rompe una vez más”. Bruce Eder, escribiendo para AllMusic, lo describió como “uno de sus esfuerzos estilísticamente más diversos”.
En 2017, el álbum fue incluido en el libro Los 138 discos que nadie te recomendó de Sergio Coscia y Ernesto Castrillón.

## Lista de canciones
Todas las canciones escritas y compuestas por Alan Wilson, excepto donde esta anotado. 
| Lado uno |                                           |          |  |
| N.º      | Título                                    | Duración |  |
| 1.       | «Sugar Bee» (Eddie Shuler)                | 2:39     |  |
| 2.       | «Shake It and Break It» (Charlie Patton)  | 2:35     |  |
| 3.       | «That's All Right (Mama)» (Arthur Crudup) | 4:18     |  |
| 4.       | «My Time Ain't Long»                      | 3:48     |  |
| 5.       | «Skat»                                    | 2:43     |  |
| 6.       | «Let's Work Together» (Wilbert Harrison)  | 2:50     |  |

| Lado dos |                              |          |  |
| N.º      | Título                       | Duración |  |
| 1.       | «London Blues»               | 5:30     |  |
| 2.       | «So Sad» (Canned Heat)       | 7:55     |  |
| 3.       | «Future Blues» (Canned Heat) | 3:05     |  |

## Créditos y personal
Créditos adaptados desde las notas de álbum de Future Blues.
Canned Heat
- Bob Hite – voz principal y coros
- Alan Wilson – slide guitar, coros, armónica
- Harvey Mandel – guitarra líder
- Larry Taylor – bajo eléctrico
- Adolfo de la Parra – batería

Músicos adicionales
- Dr. John – piano, arreglos de corno francés (5, 7)
- Ernest Lane – piano (9)

Personal técnico
- Skip Taylor – producción
- Canned Heat – producción
- Tommy Oliver – ingeniero de audio

## Posicionamiento
| Gráficas (1970)                | Pico de posición |
| ------------------------------ | ---------------- |
| Australia (Kent Music Report)  | 14               |
| Canadá (RPM Top Albums/CDs)    | 24               |
| Estados Unidos (Billboard 200) | 59               |
| Reino Unido (UK Albums Chart)  | 27               |